# Anoplosiagum oteroi
Anoplosiagum oteroi är en skalbaggsart som beskrevs av Garcia-vidal 1982. Anoplosiagum oteroi ingår i släktet Anoplosiagum och familjen Melolonthidae. Inga underarter finns listade i Catalogue of Life.